# Geelkeelzandhoen
Het geelkeelzandhoen (Pterocles gutturalis) is een vogel uit de familie van de zandhoenders (Pteroclididae).

## Verspreiding
Deze soort komt voor in het zuiden van Afrika en telt twee ondersoorten:
- P. g. saturatior: van Ethiopië tot noordelijk Zambia.
- P. g. gutturalis: van zuidelijk Zambia tot Zuid-Afrika.